# جورج باترورث
جورج باترورث (بالإنجليزية: George Butterworth)‏ هو عالم نفس بريطاني، ولد في 1946، وتوفي في 2000.